# Церква Ризоположеня Богородиці (Вибудів)
Церква Ризоположеня Богородиці у Вибудові — парафія і храм греко-католицької громади Козівського деканату Тернопільсько-Зборівської архієпархії Української греко-католицької церкви в селі Вибудів Тернопільського району Тернопільської области.

## Історія церкви
У селі є два храми: старий, Різдва Христового, і новий, Положення Ризи Пресвятої Богородиці, збудований у 1995 році. Заснування парафії при старому храмі, за деякими джерелами, датується 1630 роком.
До 1946 року парафія і храм належали до УГКЦ. З 1946 по 1990 рік державна влада закрила церкву і використовувала її як склад. Хоча інтер’єр храму був знищений, місцевим жителям вдалося врятувати частину вцілілих речей, які вони розмістили в сільських капличках.
Оскільки стара церква не могла вмістити всіх вірян, громада вирішила збудувати новий, більший храм. Будівництво розпочалося у 1991 році, а вже у 1995-му владика Михаїл Колтун його освятив. Архітектором став Михайло Бурбела. Храм зводили силами громади за підтримки діаспори. Іконостас створив Володимир Косовський із села Чернихів. Розпис церкви виконали у 1994—1995 роках.
У травні 2010 року єпископську візитацію парафії здійснив владика Василій Семенюк.
На території села також є чотири каплиці, сім хрестів, фігура Матері Божої та дві фігури ангелів.
При парафії діють спільноти «Матері в молитві», «Апостольство молитви», Марійська та Вівтарна дружини, Українська молодь — Христові та недільна школа.

## Парохи
- о. Іван Лушпинський,
- о. Петро Богачевський,
- о. Нестор Зробик,
- о. Степан Качала,
- о. Микола Цар,
- о. Іван Брилинський,
- о. Іван Пасіка,
- о. Омелян Троян,
- о. Іван Пінковський (1918—1936),
- о. Іван Недільський (1936—1942),
- о. Осип Гривняк (1942—1944),
- о. Петро Канюга (1989—2013),
- о. Роман Денис (з 1 жовтня 2013).